# Bs. As. bajo el cielo de Orión
Bs. As. bajo el cielo de Orión es una  serie de televisión de ciencia ficción dramática argentina que fue emitida por CDA y Canal 11 de Ushuaia. La trama sigue a un grupo de adolescentes que comienzan a experimentar una serie de cambios en sus cuerpos provocados por la aparición de un extraño fenómeno que fue avistado en el cielo de su ciudad. Está protagonizada por Daniel Hendler, David Szechtman, Nicolás Gentile, Magdalena Capobianco, Tomás Raimondi, Tamara Liberati, Laila Maltz, Julieta Vallina y Agustín Daulte.
La serie estrenó sus primeros dos episodios el 9 de septiembre de 2015, inicialmente, en la extinta plataforma CDA (Contenidos Digitales Abiertos) y luego comenzó a emitirse el 5 de octubre de ese año en el Canal 11 de Ushuaia (conocido actualmente como TV Pública Fueguina).

## Sinopsis
Un grupo de adolescentes a punto de terminar la escuela secundaria presencian la caída de un meteorito al que no le prestan demasiada atención, pero uno de ellos descubre que ha adquirido una habilidad sobrenatural y no tarda en vincular los dos hechos como parte de lo mismo, por lo que advierte a los demás sobre ello. En paralelo, Darío Ríos un periodista se encarga de investigar este extraño evento que viene siguiendo desde hace muchos años.

## Elenco

### Principal
- Daniel Hendler como Darío Ríos
- David Szechtman como Bruno
- Nicolás Gentile como Adrián
- Magdalena Capobianco como Carla
- Tomás Raimondi como Lucas
- Tamara Liberati como Romina
- Laila Maltz como Vicenta
- Julieta Vallina como Mujer misteriosa
- Agustín Daulte como Nicolás

### Secundario
- Marcelo Subiotto como Omar
- Leandro Ibarra como Ricardo
- Gaby Ferrero como Mamá de Romina
- César Bordón como Papá de Lucas
- Stella Galazzi como Mamá de Carla
- Horacio Marassi como Papá de Carla
- María Merlino como Mamá de Bruno
- Marcelo Szechtman como Papá de Bruno
- Martín Tchira como «Hueso»
- Richard Wagener como «Alemán»

### Participaciones
- Walter Jakob como Profesor
- Paula Ituriza como Pauli
- Iair Said como Mario
- Sergio Ferreiro como Leopoldo Rubinstein
- José Luis Arias como Hombre misterioso 1
- Sergio Podeley como Hombre misterioso 2
- Alejandro Catalán como Profesor universitario

## Episodios
| N.º | Título                     | Dirigido por   | Escrito por                                       | Fecha de emisión original |
| --- | -------------------------- | -------------- | ------------------------------------------------- | ------------------------- |
| 1   | «La luz»                   | Gabriel Medina | Martiniano Cardoso, Ricardo Ottone y Pablo Medina | 9 de septiembre de 2015   |
| 2   | «El misterio de la piedra» | Gabriel Medina | Martiniano Cardoso, Ricardo Ottone y Pablo Medina | 9 de septiembre de 2015   |
| 3   | «El encuentro»             | Gabriel Medina | Martiniano Cardoso, Ricardo Ottone y Pablo Medina | 16 de septiembre de 2015  |
| 4   | «Hora de confesiones»      | Gabriel Medina | Martiniano Cardoso, Ricardo Ottone y Pablo Medina | 23 de septiembre de 2015  |
| 5   | «Buscando el equilibrio»   | Gabriel Medina | Martiniano Cardoso, Ricardo Ottone y Pablo Medina | 30 de septiembre de 2015  |
| 6   | «Los límites»              | Gabriel Medina | Martiniano Cardoso, Ricardo Ottone y Pablo Medina | 7 de octubre de 2015      |
| 7   | «La venganza no es gratis» | Gabriel Medina | Martiniano Cardoso, Ricardo Ottone y Pablo Medina | 14 de octubre de 2015     |
| 8   | «El campo»                 | Gabriel Medina | Martiniano Cardoso, Ricardo Ottone y Pablo Medina | 21 de octubre de 2015     |
| 9   | «Pánico»                   | Gabriel Medina | Martiniano Cardoso, Ricardo Ottone y Pablo Medina | 28 de octubre de 2015     |
| 10  | «Voces»                    | Gabriel Medina | Martiniano Cardoso, Ricardo Ottone y Pablo Medina | 4 de noviembre de 2015    |
| 11  | «Miedo y desesperación»    | Gabriel Medina | Martiniano Cardoso, Ricardo Ottone y Pablo Medina | 11 de noviembre de 2015   |
| 12  | «El inicio del fin»        | Gabriel Medina | Martiniano Cardoso, Ricardo Ottone y Pablo Medina | 18 de noviembre de 2015   |
| 13  | «Un nuevo comienzo»        | Gabriel Medina | Martiniano Cardoso, Ricardo Ottone y Pablo Medina | 25 de noviembre de 2015   |

## Recepción

### Comentarios de la crítica
En una reseña para el sitio web Alta peli, Matías Seoane escribió que la serie «falla bastante a la hora de definir hacia dónde pretende ir», pero que «más tarde las piezas logran acomodarse un poco y la serie se vuelve más sólida», debido a que «al principio todas las actuaciones se ven duras y poco pulidas, acordes a un guion al que le sobran tantas palabras como al título».

### Premios y nominaciones
| Lista de premios y nominaciones | Lista de premios y nominaciones         | Lista de premios y nominaciones | Lista de premios y nominaciones                   | Lista de premios y nominaciones | Lista de premios y nominaciones |
| Año                             | Ceremonia de premiación                 | Categoría                       | Nominado/a (s)                                    | Resultado                       | Ref(s)                          |
| ------------------------------- | --------------------------------------- | ------------------------------- | ------------------------------------------------- | ------------------------------- | ------------------------------- |
| 2016                            | Premios Nuevas Miradas en la Televisión | Mejor serie de ficción          | Bs. As. bajo el cielo de Orión                    | Nominado                        | [ 7 ]                           |
| 2016                            | Premios Nuevas Miradas en la Televisión | Mejor actriz                    | Magdalena Capobianco                              | Nominada                        | [ 7 ]                           |
| 2016                            | Premios Nuevas Miradas en la Televisión | Mejor guion                     | Martiniano Cardoso, Ricardo Ottone y Pablo Medina | Nominados                       | [ 7 ]                           |